# Hapsifera hilaris
Hapsifera hilaris är en fjärilsart som beskrevs av László Anthony Gozmány. Hapsifera hilaris ingår i släktet Hapsifera och familjen äkta malar. Inga underarter finns listade i Catalogue of Life.